# Massadougou
Massadougou est une localité du nord-est de la Côte d'Ivoire et appartenant au département de Bondoukou, Région du Zanzan. La localité de Massadougou est un chef-lieu de commune.
Koroza Massadougou localité située à 4Km du fleuve comoé au nord est de la Côte d'Ivoire , dans la circonscription de Sandégué